# Lee Si-young
Lee Si-young (이시영?, 李施昤?, I Si-yeongLR, I SiyŏngMR; 17 aprile 1982) è un'attrice ed ex pugile sudcoreana.
Dopo aver esordito nella recitazione nel 2007, ha iniziato a farsi notare nel 2009 grazie a un ruolo secondario nella serie di successo Kkotboda namja e al varietà/reality show Uri gyeolhonhaess-eo-yo, nel quale ha interpretato la finta moglie di Jun Jin degli Shinhwa.
Nel 2010 ha iniziato a praticare il pugilato in vista di un ruolo da lottatrice in una serie della MBC che non fu mai prodotta. Appassionatasi allo sport, nel corso dei due anni successivi ha vinto diversi incontri amatoriali nella categoria 48 kg, entrando nella squadra nazionale femminile nel 2013. Nel settembre 2015 si è ritirata a causa degli infortuni ricorrenti, in particolare una spalla lussata.

## Vita privata
Si è sposata con un ristoratore nel settembre 2017 e ha partorito un figlio maschio il 7 gennaio 2018. Nel 2025 ha annunciato il divorzio.

## Filmografia

### Cinema
- Ogamdo (오감도?), regia di Daniel H. Byun, Hur Jin-ho, Yoo Young-sik, Min Kyu-dong e Oh Ki-hwan (2009)
- Hong Gil-dong hu-ye (홍길동의 후예?), regia di Jeong Yong-ki (2009)
- Nae namja-ui Sun-i (내 남자의 순이?), regia di Kim Ho-joon (2010)
- Wiheomhan sanggyeollye (위험한 상견례?), regia di Kim Jin-young (2011)
- Couples (커플즈?), regia di Jeong Yyong-ki (2011)
- Namja sa-yongseolmyeongseo (남자사용설명서?), regia di Lee Won-suk (2013)
- The webtoon: Yeogosar-in (	더 웹툰: 예고살인?), regia di Kim Yong-gyun (2013)
- Sin-ui hansu (?), regia di Jo Bum-gu (2014)
- Eonni (언니?), regia di Im Gyeong-taek (2019)

### Televisione
- Dosigoedam deja vu (도시괴담 데자뷰?) – serie TV, episodio 3x02 (2008)
- Baram-ui nara (바람의 나라?) – serie TV (2008-2009)
- Kkotboda namja (꽃보다 남자?) – serie TV (2009)
- Mi-wodo dasi han beon 2009 (미워도 다시 한 번 2009?) – serie TV (2009) – cameo
- Cheonmanbeon saranghae (천만번 사랑해?) – serie TV (2009-2010)
- Buja-ui tansaeng (부자의 탄생?) – serie TV (2010)
- Jangnanseureon kiss (장난스런 키스?) – serie TV (2010)
- Poseidon (포세이돈?) – serie TV (2011)
- Nanpokhan romance (난폭한 로맨스?) – serie TV (2012)
- Golden Cross (골든 크로스?) – serie TV (2014)
- Illi-inneun sarang (일리있는 사랑?) – serie TV (2014-2015)
- Areumda-un na-ui sinbu (아름다운 나의 신부?) – serie TV (2015)
- Pasukkun (파수꾼?) – serie TV (2017)
- Sasaenggyeoldan romance (사생결단 로맨스?) – serie TV (2018)
- Waegeurae Pung-sang-ssi! (왜그래 풍상씨!?) – serie TV (2019)
- SF8 (에스 에프 에잇?) – serie TV (2020)
- Sweet Home (스위트홈?) – serie TV (2020-2024)
- Grid (그리드?) – serie TV (2022)